# Nesogale
Nesogale ist eine Säugetiergattung aus der Gruppe der Reistenreks innerhalb der Familie der Tenreks (Tenrecidae). Sie schließt den Dobson- und den Talazac-Kleintenrek ein, beide Arten werden durchschnittlich etwas größer als die meisten Vertreter der Kleintenreks, die als die nächsten Verwandten gelten. Wie diese ähneln sie in ihrem Habitus den Spitzmäusen und weisen einen spindelförmige Körper mit kurzen Gliedmaßen und einen langschmalen Kopf mit spitzer Schnauze auf. Der Schwanz wird etwa so lang wie der restliche Körper, das Fell ist typischerweise weich. Beide Arten kommen endemisch im östlichen Madagaskar vor und bewohnen tropische Regenwälder vom Tiefland bis zu hohen Gebirgslagen. Die Tiere leben einzelgängerisch und sind bodenbewohnend, können aber auch auf Bäume klettern. Ihre Nahrung besteht aus Insekten und Wirbellosen. Der Nachwuchs kommt in Würfen von bis zu fünf Jungen zur Welt. Diese sind Nesthocker, die in einem Zeitraum von etwa drei Monaten auswachsen. Die Gattung wurde im Jahr 1918 eingeführt, sie galt aber vor allem in der zweiten Hälfte des 20. Jahrhunderts als identisch mit den Kleintenreks. Erst eine genetische Studie aus dem Jahr 2016 erhob Nesogale wieder in den eigenen Gattungsstatus.

## Merkmale

### Habitus
Die beiden Vertreter der Gattung Nesogale sind im Durchschnitt etwas größer als die nahe verwandten Kleintenreks (Microgale). Ihre Gesamtlänge variiert von 17,3 bis 26,8 cm, davon entfallen 8,3 bis 12,8 cm auf die Kopf-Rumpf-Länge und 8,8 bis 15,1 cm auf die Schwanzlänge. Der kleinere Dobson-Kleintenrek (Nesogale dobsoni) wiegt im Durchschnitt 27,1 g, der größere Talazac-Kleintenrek (Nesogale talazaci) erreicht ein Durchschnittsgewicht von 37,6 g. Beide Arten sind sich äußerlich sehr ähnlich und entsprechen im Erscheinungsbild den anderen Kleintenreks. Sie haben einen spitzmausartigen Habitus mit einem spindelförmigen Körper, kräftigen kurzen Gliedmaßen und einen langschmalen Kopf, der nach vorn spitz zuläuft. Der Schwanz wird etwa so lang wie der Körper oder übertrifft ihn in der Länge geringfügig. Das Rückenfell besitzt eine weiche Textur und zeigt einen bräunlichen bis dunkelbraunen Farbton, teilweise kommen rötlich braune Einwaschungen vor. Die Unterseite ist heller gefärbt. Hand und Fuß verfügen über jeweils fünf Strahlen, die kräftige Krallen tragen. Die drei mittleren Strahlen sind dabei am kräftigsten entwickelt. Auf der Unterseite sind jeweils sechs lederige Hautpolster entwickelt. Die Hinterfußlänge entspricht etwa 21 % der Körperlänge.

### Schädel- und Gebissmerkmale
Der Schädel ähnelt dem der Kleintenreks, ist aber deutlich massiver gebaut. Er erreicht eine Länge von 28,8 bis 37,7 mm und eine Breite am Hirnschädel von 10,9 bis 12,9 mm. In der Seitenansicht verläuft die Stirnlinie leicht sinusförmig. Wie bei allen Tenreks ist der Jochbogen nicht geschlossen. Das Rostrum besitzt eine breite Gestalt, der hintere Schädelteil wirkt im Vergleich zu den Kleintenreks etwas gekürzt; das Verhältnis des vorderen zum hinteren Schädel liegt bei 0,55 zu 0,45. Die Augenregion ist kaum eingeschnürt, die Schädelränder haben hier in Aufsicht einen parallelen Verlauf. Das Hinterhauptsbein ist markant abgewinkelt. Auffallend sind hier vor allem die markanten Knochenrippen als Muskelansatzstellen etwa im Bereich der oberen Nackenlinie. Das Gebiss besteht aus 40 Zähnen mit folgender Zahnformel: {\displaystyle {\frac {3.1.3.3}{3.1.3.3}}}. Allgemein sind die Zähne sehr kräftig und groß. Im vorderen oberen Gebiss bestehen Diastemata zwischen dem ersten und zweiten Schneidezahn sowie zwischen dem dritten und dem Eckzahn, weitere Zahnlücken im Bereich der Prämolaren treten abweichend von zahlreichen Kleintenreks bei Nesogale nicht auf. Ebenso sind die bei den Kleintenreks an den Zahnkronen der vorderen Zähne auftretenden zusätzlichen Höckerchen bei den Nesogale-Arten eher schwach oder gar nicht entwickelt. In der oberen Zahnreihe ist der erste Schneidezahn größer als der zweite, im Unterkiefer überragt der zweite Schneidezahn den Eckzahn deutlich. Das hintere Gebiss zeigt kaum Abweichungen zu dem der Kleintenreks. Die Molaren zeichnen sich durch ein zalambdodontes Kauflächenmuster aus, das aus drei Haupthöckern (Para-, Proto- und Metaconus; bezogen auf die Oberkiefermolare) in dreieckiger Anordnung besteht, der Paraconus weist dabei eine besonders große und pyramidenförmige Gestaltet auf. Die letzte obere Mahlzahn ist charakteristisch in seiner Größe reduziert.

### Skelettmerkmale
Die Wirbelsäule setzt sich aus 7 Hals-, 16 Brust-, 6 Lenden-, 2 Kreuzbein- und 29 Schwanzwirbeln zusammen. Die Vertreter der Gattung Nesogale besitzen ein relativ standardisiertes Skelett in Bezug auf andere Tenreks, so dass sich in den Vordergliedmaßen nur wenige spezielle Anpassungen finden. Das Schulterblatt ist eher kurz und breit und nicht so langschmal wie bei grabenden Formen. Am Oberarmknochen fehlt ebenso eine markante deltopectorale Leiste als Ansatzpunkt für eine kräftige Arm- und Schultermuskulatur. Die Elle weist einen kurzen oberen Gelenkfortsatz, das Olecranon, auf, das nur etwa 12 % des Länge des Gesamtknochen einnimmt. Die Hand verfügt über die vollständige Anzahl an Handwurzelknochen bei den Tenreks, so dass hier abweichend von einigen grabenden Arten keine Verwachsungen auftreten. Die Mittelhand- und Fingerknochen sind lang und schmal, die Krallen besitzen eine kurze und gebogene Form.

## Verbreitung
Die Gattung Nesogale kommt endemisch in Madagaskar vor. Die Verbreitungsgebiete der beiden Vertreter ziehen sich in einem mehr oder weniger breiten Streifen über die östlichen Landesteile und überschneiden sich in weiten Bereich, so dass beide Formen an vielen Stellen sympatrisch auftreten. Die Tiere bewohnen tropische Regenwälder des Tieflands bis hin zu hohen Gebirgslagen, wobei der Dobson-Kleintenrek auch oberhalb der Baumgrenze anzutreffen ist. Im Gegensatz zu den Kleintenreks der Gattung Microgale treten die Nesogale-Arten nicht im trockenen Westen des Inselstaates auf. Sowohl der Dobson- als auch der Talazac-Kleintenrek gehören zu den am häufigsten nachgewiesenen Tenreks.

## Lebensweise

### Allgemein
Die Lebensweise der Vertreter der Gattung Nesogale ist vergleichsweise gut untersucht, was vor allem auf Feld- und Laborstudien der 1960er Jahre zurückzuführen ist. Die Tiere sind bodenbewohnend und bewegen sich vierfüßig im Kreuzgang vorwärts. Gelegentlich klettern sie auch auf Bäume. Trotz ihrer relativen Häufigkeit leben sie eher versteckt und nutzen Blätterabfall als Rückzugsort oder legen unterirdische Baue an, in denen sich ein Nest aus Pflanzenmaterial befindet. Vom Dobson-Kleintenrek ist bekannt, dass er sich mittels Echolokation orientiert. Generell sind die Tiere einzelgängerisch, Begegnungen zwischen Geschlechtsgenossen laufen ritualisiert ab, indem diese sich gegenseitig mit der Nase sondieren. Das Abwehrverhalten besteht aus einem weit geöffneten Maul, gelegentlich werden dabei Laute in Form von einem hohen Quieken oder Trillern ausgestoßen.

### Ernährung und Stoffwechsel
Die Hauptnahrung setzt sich aus Insekten und Wirbellosen zusammen, in menschlicher Gefangenschaft verzehrten die Nesogale-Arten auch kleinere Wirbeltiere. Die Beute wird überwiegend am Boden gesucht und mit den Maul oder den Vorderfüßen gefangen. Vorratslager werden nicht angelegt, der Dobson-Kleintenrek vermag aber, größere Fettreserven im Schwanz und unter der Haut abzulagern, die dann während der Trockenphasen mit geringerem Nahrungsangebot aufgebraucht werden. Die Körpertemperatur ist nicht gleichbleibend und passt sich weitgehend den Außentemperaturen an, ein Torpor tritt nicht auf. Die Schwankungen der Körpertemperatur sind beim Talazac-Kleintenrek geringer als beim Dobson-Kleintenrek. Bei beiden Arten erreicht der Stoffwechsel etwa drei Viertel des Wertes, der bei ähnlich großen Säugetieren zu erwarten wäre. Er steigt vor allem in Zeiten höherer Beanspruchung an. Bei Weibchen fällt dies überwiegend in die Phase der Trächtigkeit oder der Laktation. Untersuchungen zufolge ist in diesen Phasen die Körpertemperatur stabiler, was möglicherweise den erhöhten Metabolismus bedingt.

### Fortpflanzung
Die Fortpflanzung wurde bisher nur in menschlicher Obhut untersucht. Die Tragzeit dauert rund 62 bis 63 Tage, ein Wurf umfasst eins bis fünf Jungtiere, die als Nesthocker nackt und mit geschlossenen Augen und Ohren zur Welt kommen. Die erste Zeit verbringt der Nachwuchs in einem gesonderten Nest aus Pflanzenmaterial. Über die elterlicher Fürsorge liegen nur wenige Informationen vor, das Vatertier beteiligt sich nicht an der Aufzucht. Die Augen öffnen sich nach rund drei Wochen, ab diesen Zeitpunkt nehmen die Jungen vermehrt feste Nahrung zu sich. Mit etwa drei Monaten sind sie ausgewachsen. Die Lebenserwartung in freier Wildbahn ist unbekannt.

## Systematik
Nesogale bildet eine Gattung innerhalb der Familie der Tenreks (Tenrecidae). Sie formt außerdem gemeinsam mit den Reiswühlern (Oryzorictes) und den Kleintenreks (Microgale) die Reistenreks (Oryzorictinae), eine der drei Unterfamilien der Tenreks. Die beiden anderen werden durch die stachelhaarigen Igeltenreks (Tenrecinae) und die monotypischen Erdtenreks (Geogalinae) repräsentiert. Die Kleintenreks, welche sehr variantenreich sind und etwa zwei Drittel der heutigen Vertreter der Tenreks einschließen, stellen dabei molekulargenetischen Analysen zufolge die nächsten Verwandten von Nesogale dar. Gemeinsamkeiten finden sich unter anderem im Bau des vorderen Gebisses mit dem gegenüber den Schneidezähnen eher unspezialisierten Eckzahn. Die beiden Gattungen trennten sich den genetischen Analysen zufolge bereits im Unteren Miozän vor etwa vor 19,4 Millionen Jahren voneinander. Die Aufspaltung von Nesogale in die heute bestehenden Linien datiert in das Obere Miozän vor etwa 7 Millionen Jahren zurück.
Es werden 2 Arten unterschieden:
- Dobson-Kleintenrek (Nesogale dobsoni (Thomas, 1884))
- Talazac-Kleintenrek (Nesogale talazaci (Major, 1896))

Die Gattung Nesogale wurde im Jahr 1918 von Oldfield Thomas wissenschaftlich erstbeschrieben. Er splittete dafür die Kleintenreks, die zu diesem Zeitpunkt bereits rund ein Dutzend Arten einschlossen, in mehrere Gattungen auf (neben Nesogale führte Thomas auch Leptogale ein, was aber nicht anerkannt ist) und verwies den Talazac- und den Dobson-Kleintenrek in die neue Form, letzterer stellt die Nominatform dar. Als unterscheidende Merkmale von Nesogale gegenüber Microgale führte Thomas den generell größeren Körperbau und vor allem den robusteren Schädel mit markanten Muskelansatzstellen und kräftigerer Gebissgestaltung an.

## Forschungsgeschichte
Die Eigenständigkeit der Gattung Nesogale wurde in der nachfolgenden Zeit unterschiedlich bewertet. Bis in die 1940er Jahre waren nur wenige Individuen der Gattung bekannt, sie galt daher als unbefriedigend abgesichert. Terence Morrison-Scott konnte aber 1948 mehrere neue Exemplare hinzufügen, die bei Expeditionen in den 1920er bis 1940er nach Madagaskar gesammelt worden waren. Er revidierte die beiden Arten und bestätigte dabei den Gattungsstatus von Nesogale. Spätere Autoren sahen dies dagegen kritisch, so etwa John F. Eisenberg und Edwin Gould, die im Jahr 1970 Nesogale lediglich als Untergattung von Microgale führten. Etwa zum gleichen Zeitpunkt hob Henri Heim de Balsac die Gattung formell auf und vereinte Nesogale wieder mit Microgale. In einer umfassenden Revision der Kleintenreks aus dem Jahr 1987 folgte Ross D. E. MacPhee weitgehend Heim de Balsac und synonymisierte Nesogale mit Microgale. MacPhee untermauerte diesen Schritt mit zahlreichen morphologischen und morphometrischen Untersuchungen, bei denen er nur wenige abweichende Merkmale herausarbeiten konnte. Der Status quo blieb nach dieser Revision für die nächsten nahezu drei Dekaden bestehen, einzelne molekulargenetische Analysen unterstützten Anfang des 21. Jahrhunderts die nahe Verwandtschaft des Dobson- und Talazac-Kleintenreks mit den anderen Microgale-Arten. Die genetischen Untersuchungen erbrachten aber auch die Erkenntnis, dass die Kleintenreks keine natürliche Einheit bildeten. Grund dafür war die tiefe Einbettung des Wassertenreks (Microgale mergulus), der ursprünglich in der Gattung Limnogale geführt wurde, in Microgale. Als möglicher Ausweg wurde darüber nachgedacht, Limnogale in Microgale einzugliedern und/oder Nesogale wieder als eigenständig anzuerkennen, was jedoch weitere Studien erforderte. Im Jahr 2016 wurde eine molekulargenetische Analyse veröffentlicht, die erstmals alle bekannten Vertreter der Tenreks einbezog. In dieser bildeten der Dobson- und der Talazac-Kleintenrek die Schwestergruppe der übrigen Kleintenreks einschließlich des Wassertenreks. Die außerdem festgestellte frühe Abspaltung der beiden Arten von den übrigen Angehörigen von Microgale war für die Autoren Anlass, Nesogale wieder den Gattungsstatus zuzuteilen und den Dobson- und den Talazac-Kleintenrek dort einzugliedern.

## Bedrohung und Schutz
Beide Arten der Gattung Nesogale werden von der IUCN in die Kategorie „nicht bedroht“ (least concern) eingestuft. Die Beurteilung basiert auf der weiten Verbreitung und der angenommenen großen Population beider Arten. Sie sind außerdem in zahlreichen Schutzgebieten präsent. Regional kann die Zerstörung der Wälder durch Umwandlung in landwirtschaftliche Nutzflächen oder durch Holzeinschlag einen Einfluss auf die Bestände haben.